# Oxana Koroleva
Pour les articles homonymes, voir Koroleva.
Oxana Igorevna Koroleva (en russe : Оксана Игоревна Королёва), née le 17 juillet 1984 à Astrakhan, en RSFS de Russie (Union soviétique), est une handballeuse internationale russe.

## Palmarès

### En club
compétitions internationales
- vainqueur de la Ligue des champions en 2008 (avec Zvezda Zvenigorod)
- finaliste de la coupe des vainqueurs de coupe en 2014 (avec Zvezda Zvenigorod)

compétitions nationales
- championne de Russie (4) en 2003, 2004, 2005 et 2006 (avec HC Lada Togliatti)
- vainqueur de la coupe de Russie (5) en 2006 (avec HC Lada Togliatti), 2009, 2010, 2011 et 2014 (avec Zvezda Zvenigorod)

### En sélection
championnat du monde
- vainqueur du championnat du monde 2009

championnats d'Europe
- troisième du championnat d'Europe 2008

autres
- vainqueur du championnat du monde junior en 2003